# Wolfenhausen (Taunus)
Wolfenhausen is een plaats in de Duitse gemeente Weilmünster, deelstaat Hessen, en telt 1111 inwoners (2001).
Bij Wolfenhausen werd op 31 mei 1802 de rover Schinderhannes gearresteerd.

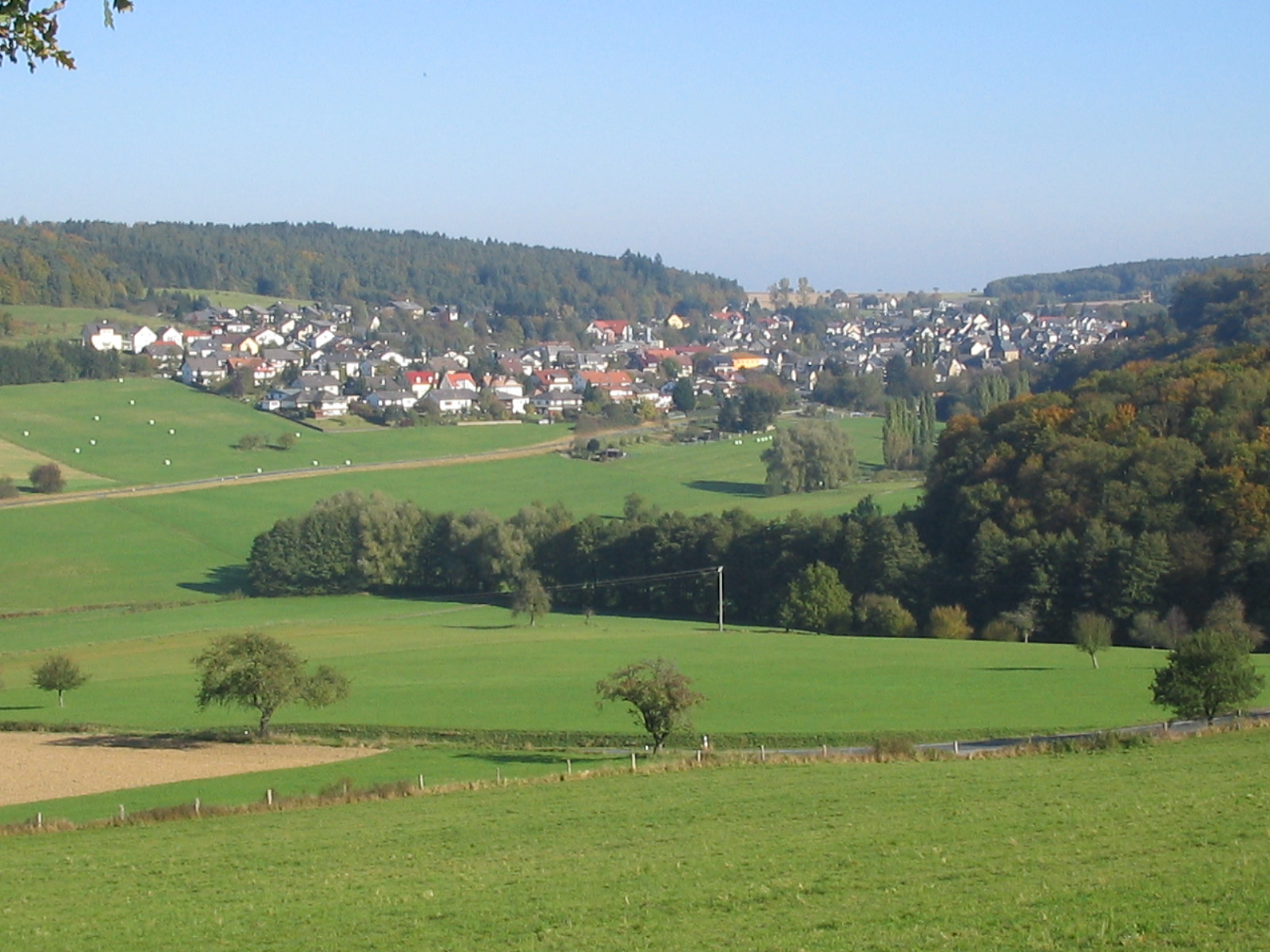
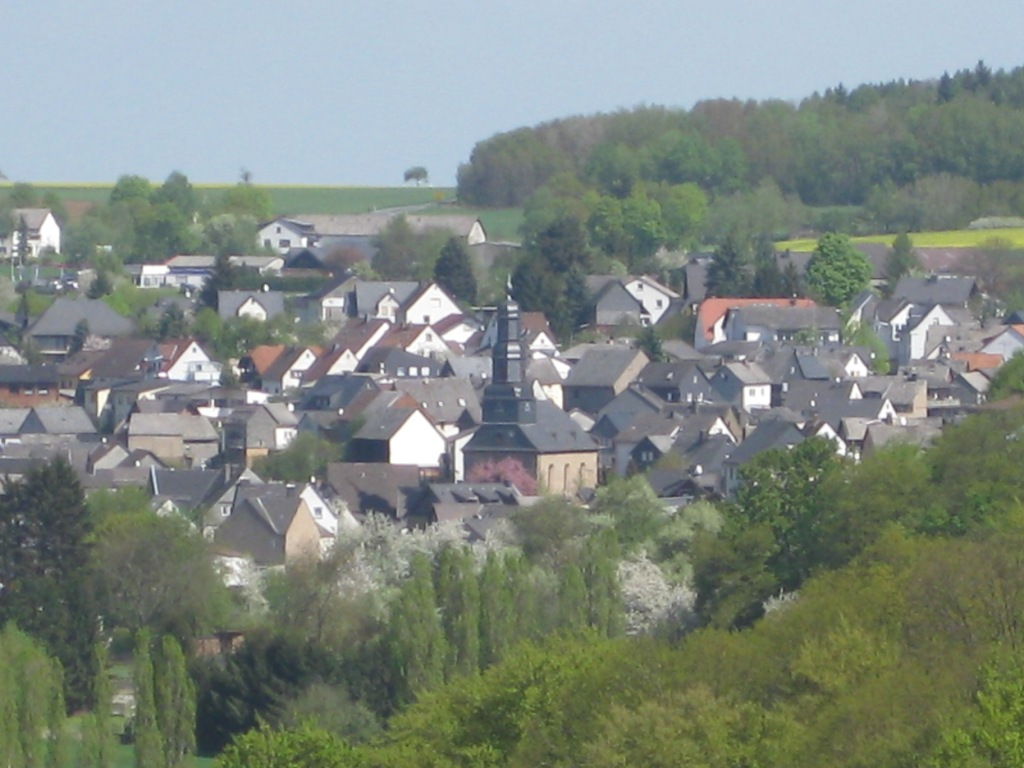